# 刘遐满
刘遐满（英語：Justin Liu，1991年5月28日—），新加坡男子帆船运动员，2006年亚洲运动会男子420级金牌得主、2010年亚洲运动会男子420级金牌得主、2022年亚洲运动会混合诺卡拉17级银牌得主。